# Lista de reitores do Instituto Federal do Paraná
Esta é uma lista de reitores do Instituto Federal do Paraná (IFPR).
| N° | Foto | Reitor                                 | Período                                         |
| -- | ---- | -------------------------------------- | ----------------------------------------------- |
| 1  |      | Alípio Santos Leal Neto                | 08/01/2009 a 30/04/2010 30/04/2010 a 04/01/2011 |
| 2  | –    | Luiz Gonzaga Alves de Araújo           | 04/01/2011 a 14/06/2011                         |
| 3  |      | Irineu Mário Colombo                   | 14/06/2011 a 08/08/2013                         |
| 4  | –    | Jesué Graciliano da Silva              | 09/08/2013 a 31/01/2014                         |
| –  |      | Irineu Mário Colombo                   | 31/01/2014 a 15/06/2015                         |
| 5  | –    | Elio de Almeida Cordeiro               | 15/06/2015 a 11/07/2016                         |
| 6  |      | Odacir Antonio Zanatta                 | 11/07/2016 a 05/12/2019 05/12/2019 a 05/12/2023 |
| 7  |      | Adriano William da Silva Viana Pereira | 07/02/2024 a 07/02/2028                         |